# فیلیس جانسون
فیلیس جانسون (انگلیسی: Phyllis Johnson; ۸ دسامبر ۱۸۸۶ – ۲ دسامبر ۱۹۶۷) اسکیت‌باز نمایشی اهل بریتانیا بود.